# Боргу (департамент)
Боргу (на френски: Borgou) е депаратамент в източен Бенин. На изток граничи с Нигерия. Столицата на департамента е град Параку. Площта му е 25 856 квадратни километра, а населението – 1 214 249 души (по преброяване през май 2013 г.).

## Общини
Департамент Боргу е съставен от 8 общини.
- Бембереке (на френски: Bembéréké)
- Калале (на френски: Kalale)
- Н'Дали (на френски: N'Dali)
- Ники (на френски: Nikki)
- Параку (на френски: Parakou)
- Перер (на френски: Perere)
- Синенд (на френски: Sinende)
- Чауру (на френски: Tchaourou)